# Unificación de Arabia Saudita
La unificación de Arabia Saudita fue una campaña política y militar hecha por la Casa de Saud en contra de varios jeques, emiratos, reinos y tribus de la península arábiga, quienes fueron conquistados entre 1902 y 1932, la fecha cuando se proclamó el reino moderno de Arabia Saudita bajo el liderazgo de Abdelaziz ibn Saud. A veces, se refiere a este estado moderno saudí como el Tercer Estado saudita, a distinguirlo del Emirato de Diriyah, el Primer Estado Saudí y el Emirato de Néyed, el Segundo Estado Saudí, estados también de la Casa de Saud.
Los Al-Saud se habían exiliado en Irak desde 1893, siguiendo la desintegración del emirato de Néyed y el crecimiento del Emirato de Yabal Shammar bajo el clan de Al Rashid. En 1902, bin Saud capturó de nuevo Riad, anterior capital de la dinastía Saud. Conquistó el resto de Néyed, Al-Hasa, Yebel Shammar, la Provincia de Asir y el Hiyaz (donde se ubican las ciudades sagradas del Islam: La Meca y Medina) entre 1913 y 1926. La forma de gobierno resultante se llamó el Reino del Nejd y del Hiyaz desde 1927, hasta que se consolidaron los territorios de Al-Hasa y Qatif y convertirse en el reino de Arabia Saudita en 1932.

## Antecedentes
Muhammad Ibn Saud, emir de Diriyah, y Muhammad Ibn Abdul Wahhab, predicador de una versión estricta y austera del Islam, forjaron un pacto en 1744. De esta forma Ibn Saud accedió a apoyar el jihad convocado por Ibn Abdul Wahhab contra los no musulmanes y los musulmanes que no aceptaran su doctrina, mientras que este último lo reconocería como líder político de la comunidad musulmana.
Así el llamado Primer Estado Saudí comenzó su expansión por medio de la intención de purgar a Arabia de formas impuras del Islam, como lo entendía Ibn Abdul Wahhab. Hacia 1793 la alianza había consolidado su poder en la mayor parte de la península arábiga. En 1803 conquistaron La Meca, lo que provocó la ira de los Otomanos quienes comisionaron a Muhammad Ali, gobernador de Egipto, quien lanzó una ofensiva contra los saudíes que culminó con la toma de Diriyah en 1818.
El Segundo Estado Saudí (1824-1891), llamado también Emirado del Najd, fue reavivado por Turki ibn Abdullah, hijo del último emir quien fuera decapitado en Constantinopla. Turki convirtió a Riad en su capital. Fue asesinado por su primo Mishari. Su hijo Faysal, apoyado por Abdullah ibn Rashid, emir del Ha’il; consiguió restablecerse como emir de Riad. Sin embargo en 1837 fue tomado prisionero por los egipcios, quien dejaron en su lugar a un pariente de Faysal, Khalid, quien a su vez fue destronado por Abdullah ibn Thuniyyan. Faysal logró escapar de Egipto y volver a Riad en 1843. Su hijo Abdullah ibn Faysal asumió el emirato, sin embargo él y su hermano Saud iniciaron una guerra, hecho que fue aprovechado por el emir de Ha’il, Abdullah ibn Rashid, para incrementar su poder, extendiendo su influencia sobre Riad hasta la expulsión del último emir saudí, Abdarrahman ibn Faysal, quien se refugió en Kuwait.

## Toma del poder en Riad

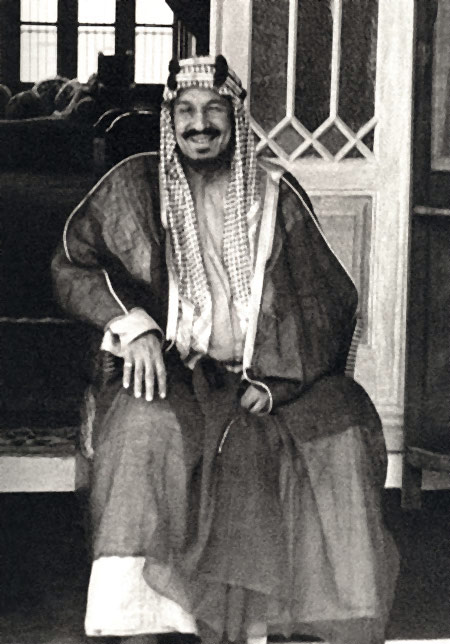
Bin Saud, fundador del Arabia Saudita

En 1901 Abdelaziz ibn Saud, el hijo de Abderrahman ibn Faysal, pidió al Emir de Kuwait por hombres y suministros para un ataque en contra de Riad. A pesar de estar metido en varias guerras el emir se acordó y mandó armas y caballos a bin Saud. Aunque el número exacto de hombres variara durante el viaje, se cree que salió con 40 hombres.
En enero de 1902, ibn Saud y sus hombres llegaron a Riad, capturaron la Fortaleza Masmak, mataron a Ibn Ajlan, jefe actual de Riad, y dentro de una noche ya controlaron la ciudad. Con la captura del hogar ancestral, bin Saud dio prueba que tenía las cualidades de liderazgo, coraje y suerte considerados necesarios en un jeque o emir, y marcó el inicio del Emirato de Néyed y Hasa, lo cual duró hasta 1921.

## La Guerra Saudí-Rashid
La Guerra Saudí-Rashid, también conocida como la Primera Guerra Saudí-Rashid o las Batallas para Qasim, fue entre las fuerzas leales a Ibn Saud, el nuevo Sultanato de Néyed, en alianza con el Reino Unido de Gran Bretaña e Irlanda y las fuerzas leales al Emirato de Haíl (Yabal Shammar), bajo la dinastía Rashid, Imperio Otomano. La guerra fue una serie de batallas esporádicas hasta que los saudíes lograron la victoria decisiva en Casim el 13 de abril de 1906, aunque otras refriegas ocurrirían en 1907.

## Al-Hasa y Qatif
En 1913, Bin Saúd, con el apoyo de los Ikhwan, conquistó al-Hasa de una guarnición otomana, quién hubo controlado el área desde 1871. Lo integró con Qatif al Emirato. La gente que habita en esta región es de confesión chií a quienes los wahhabitas saudíes consideran heréticos por lo que recibieron tratos duros y castigos por parte de éstos quienes se consideran suníes.

## Primera Guerra Mundial y la Guerra en el Najd
Con la entrada del Imperio otomano en la Primera Guerra Mundial al lado de Alemania y el Imperio austrohúngaro, la península arábiga se volvió un escenario menor en la contienda. El Sharif de La Meca, Hussein ibn Ali, declaró una Revuelta Árabe en contra del Imperio Otomano, apoyado por el Reino Unido de Gran Bretaña e Irlanda.

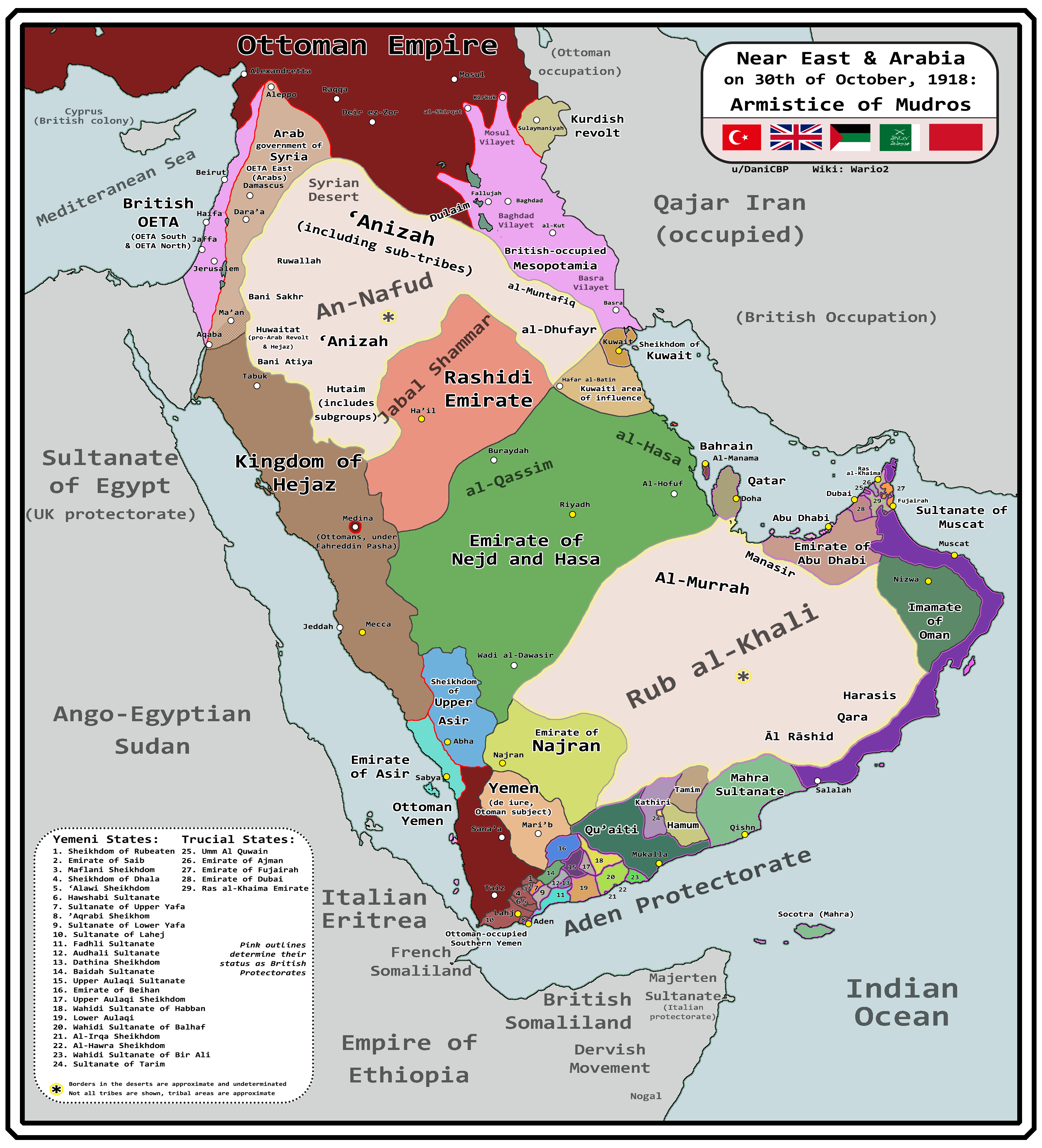
Situación en Arabia al final de la 1ª Guerra Mundial, en el centro (en verde) los Saud, y en rojo claro los Rashid.

Tanto los otomanos como los británicos buscaron entrar en alianzas con Ibn Saud. tratado Anglo-Saudí además reconoció su poder sobre Hasa, Qatif y Jubayl, concediéndole recursos y armas. Por su parte los otomanos reafirmaron su alianza con Ibn Rashid al otorgarle el señorío del Najd. Así se formaron dos bandos en clara oposición por sus alianzas.
Durante la guerra Ibn Saud no capturó posiciones en el Ha’il. La caída del Imperio Otomano dejó a Ibn Rashid sin alianzas. Este intentó aliarse con los Hachemitas del Hiyaz y con los Al Sabah en Kuwait, sin embargo no pudo impedir que Ibn Saud atacara su territorio en 1920. Para noviembre de 1921 no le quedó más que rendirse ante Ibn Saud, de modo que los territorios de este último se extendieron hasta el norte de la península.

## Conquista del Hiyaz
El fin de la guerra también dejó asuntos sin resolver para los árabes. El sueño de una nación árabe del Sharif Hussein quedó obstaculizado por las ambiciones imperialistas de británicos y franceses en el Medio Oriente, que fue repartido según el Acuerdo de Sykes-Picot en protectorados y zonas de influencia entre las dos potencias. Como compensación los reinos de Transjordania e Irak fueron concedidos respectivamente a Abdullah y Faysal, hijos del Sharif Hussein, que en 1924 se declaró califa después de la abolición del título en la recién creada República de Turquía. Esto le dio el pretexto necesario a Ibn Saud para invadir el Hiyaz. Los ikhwan tomaron la ciudad de Ta’if.
El Sharif Hussein pidió ayuda a los británicos, la cual no fue conferida, por lo cual abdicó a favor de su hijo Ali y se exilió en Aqaba y posteriormente en Chipre. Ali tomó refugio en el puerto de Yida mientras que las fuerzas de Ibn Saud tomaron La Meca y Medina al final de ese año. Después de un largo asedio Ali se rindió ante las fuerzas de Ibn Saud en diciembre de 1925 y este se declaró Rey del Hiyaz.

## Anexión de Asir
La parte sur del Hiyaz, una región conocida como Asir, fue controlada por una federación tribal encabezada por la familia Al Idrisi, descendientes de un maestro sufí del siglo XIX. Desde mediados de la década de 1920 Ibn Saud había extendido su influencia hacia esa área. El Imam Yahya, gobernante del Yemen, decidió ocupar partes de Asir en 1926, a lo que el emir de Asir, Al Hassan Al Idrisi, respondió con la firma de un tratado con Ibn Saud declarando sus territorios un protectorado de este. Sin embargo en 1930 Ibn Saud impuso su poder sobre Asir. El emir buscó aliarse entonces con el Imam Yahya, quien se alió con los británicos. Al Idrisi instigó un levantamiento contra el gobernador de Asir impuesto por Ibn Saud, quien, al no contar con el apoyo británico, compró armamento con un préstamo de la Standard Oil of California (Socal), demostrando de esta forma su creciente independencia de Reino Unido de Gran Bretaña e Irlanda del Norte gracias a las concesiones petroleras conferidas a Estados Unidos. El avance sobre Yemen fue interrumpido por la ocupación de Reino Unido, Francia e Italia del puerto de Hodeida. De esta forma se llegó a un armisticio en 1934 en el que el Imam Yahya renunciaba a sus aspiraciones a los territorios de los Al Idrissi e Ibn Saud se retiraba de los territorios yemeníes ocupados además del reconocimiento formal de su control sobre Asir.

## El Reino de Arabia Saudita
La campaña militar que inició Ibn Saud 25 años antes para restablecer el Estado Saudí estaba ahora completa. Ibn Saud se declaró Rey del Hiyaz y Sultán del Najd. El 23 de septiembre de 1932 se unieron estos dos territorios bajo la figura del Reino de Arabia Saudita. Sin embargo Ibn Saud tuvo que hacer frente a la rebelión de los ikhwan, quienes no estaban de acuerdo con su forma de gobernar y querían expandir el wahabismo más allá de las fronteras. También se enfrentó con el reto de la creación de instituciones y la entrada de la modernidad en el reino, lo que algunos vieron como signos de innovación.